# Pieni-Uurainen
Pieni-Uurainen är en sjö i Finland. Den ligger i kommunen Urais i landskapet Mellersta Finland, i den centrala delen av landet, 250 km norr om huvudstaden Helsingfors. Pieni-Uurainen ligger 166,7 meter över havet. I omgivningarna runt Pieni-Uurainen växer i huvudsak blandskog. Den är 9,1 meter djup. Arean är 83,2 hektar och strandlinjen är 6,82 kilometer lång. Sjön  ingår i Kymmene älvs huvudavrinningsområde. 